# Adia (entreprise)
Pour les articles homonymes, voir Adia.
Adia est une ancienne entreprise française de recrutement et de travail temporaire. Désormais, Adia opère sous la marque Adecco.

## Histoire
En 1957, Adia est créée à Lausanne en Suisse, par Henri Lavanchy. 
En 1964, est créé à Lyon, par Philippe Foriel-Destezet, Interecco (qui deviendra Ecco en 1971). 
Dans les années 80, ADIA s'étend en France par l'acquisition du groupe DSI (Dactyl Service Industrie) jusqu'alors détenu par son fondateur Roland François.
En 1984, Ecco devient le numéro 1 de l'intérim en France[réf. nécessaire].
En 1992, Adia est racheté par Klaus Johann Jacobs.
En 1996, les groupes Adia et Ecco fusionnent et deviennent Adecco, devenant le leader mondial des services en ressources humaines. Son siège mondial est à Zurich.